# Les Chéris
Les Chéris är en kommun i departementet Manche i regionen Normandie i norra Frankrike. Kommunen ligger i kantonen Ducey som tillhör arrondissementet Avranches. År 2018 hade Les Chéris 255 invånare.

## Befolkningsutveckling
Antalet invånare i kommunen Les Chéris
| Referens: INSEE |